# Georges Turines
Georges Turines (* 26. Januar 1895 in Lautignac, Département Haute-Garonne; † 4. Juli 1979 in Villefranche-de-Lauragais) war ein französischer Politiker des Parti républicain, radical et radical-socialiste. Von 1951 bis 1955 war er Abgeordneter der Nationalversammlung.

## Leben und Werdegang

### Frühes Leben
Turines, dessen älterer Bruder Maxime für die Kommunistische Partei Frankreichs auf lokaler Ebene politisch tätig war, schloss 1910 in Saint-Gaudens das Gymnasium ab und studierte anschließend in Toulouse Lehramt. 1914 begann er in Auterive mit der Ausübung des Lehrerberufs und folgte damit seinem Vater, der derselben Arbeit nachging. Zwei Wochen nach seiner Einstellung wurde er mobilisiert und musste im Ersten Weltkrieg kämpfen. Im letzten Kriegsjahr wurde er gefangen genommen, wenig später aber wieder befreit und 1919 von seinen militärischen Pflichten entbunden. Zum 1. Januar 1921 erhielt er eine feste Anstellung als Lehrer und schaffte wenig später den Aufstieg zum Leiter einer Schule in Villefranche-de-Lauragais.

### Einstieg in die Politik und Zweiter Weltkrieg
1931 trat der Lehrer dem linksliberalen Parti républicain, radical et radical-socialiste bei und erwarb sein erstes politisches Amt, als er 1937 in den Rat seines Arrondissements gewählt wurde. Beim Beginn des Zweiten Weltkriegs im September 1939 wurde er wieder ins Militär einberufen und war als Stabsoffizier im Elsass stationiert. Er entkam den deutschen Truppen, musste aber bis Ende 1940 in der Schweiz bleiben. Nach seiner Rückkehr in die Heimat nahm er Kontakt zur Résistance auf, was vermutlich 1942 geschah, und wurde zum lokalen Kommandanten der Untergrundkämpfer der Armée secrète erhoben. 1944 wurde Frankreich befreit und Turines wurde zum Leiter der Gemeindeverwaltung des 2000-Seelen-Ortes Villefranche-de-Lauragais. Bei regulären Wahlen wurde er zum Bürgermeister gewählt und führte dieses Amt bis 1965 aus.

### Nationale Politik
Im Juni 1946 trat Turines auf der Liste des Parti républicain für die Wahl zur verfassungsgebenden Nationalversammlung an, scheiterte jedoch an einem Einzug ins Parlament. An der nachfolgenden Parlamentswahl im November desselben Jahres nahm er nicht teil, doch weitete er auf regionaler Ebene durch seinen Einzug in den Generalrat des Départements Haute-Garonne im Jahr 1949 seine politischen Funktionen aus. Bei den Parlamentswahlen 1951 kandidierte der damals 61-Jährige zum zweiten Mal für die Pariser Nationalversammlung und schaffte dank eines Wahlbündnisses als Listendritter im Département Haute-Garonne den Sprung in die Volksvertretung. Dort gehörte er der Kommission für das allgemeine Wahlrecht, der Ordnungs- und Petitionskommission sowie der Kommission für Arbeit und soziale Sicherheit und in den letzten Monaten seiner Tätigkeit der Kommission für Bildungsfragen an. Bei Abstimmungen folgte er in der Regel der Linie seiner Partei und stimmte unter anderem für die Einführung der Europäischen Gemeinschaft für Kohle und Stahl. Sein Mandat endete im Dezember 1955 und er bemühte sich bei den Parlamentswahlen im Januar 1956 um seine Wiederwahl, wobei er erneut auf Platz drei der Liste gesetzt war. Seine Liste büßte im Vergleich zur vorausgegangenen Wahl genau diesen dritten Platz ein, womit Turines seinen Sitz in Paris abgeben musste. 1958 folgte dem eine weitere vergebliche Kandidatur. Der frühere Abgeordnete starb 1979 im Alter von 84 Jahren. Er war Mitglied der Ehrenlegion und wurde in beiden Weltkriegen mit dem Croix de guerre ausgezeichnet.